# معلاة
المعلاة حارة مكيّة تاريخية في مكة المكرمة، تقع فيها مقبرة المعلاة. وكان يقصد بالمعلاة في الزمن القديم أعلى مكة، كما جاء للأزرقي في تاريخ مكة، أما اليوم فيقصد منها سوق معينة وهي سوق تبدأ من مسجد الراية، وقبل مسجد الراية بقليل كان سور «أعلا» مكة والذي ينتهي بالجودرية أما أهل البادية فيعدون «الجودرية» من المعلاة، وتسميتها بالجودرية نسبة إلى عمل الجوادر «اللحف» لأن صانعوها هناك.

## مواضيع ذات صلة
- مقبرة المعلاة